# Барбікан заїрський
Барбікан заїрський (Gymnobucco sladeni) — вид дятлоподібних птахів родини лібійних (Lybiidae).

## Назва
Латинська назва sladeni вшановує британського колектора птахів А. Дж. Слейдена.

## Поширення
Вид поширений в ДР Конго, на півдні ЦАР та на крайньому сході Республіки Конго.